# Oliang

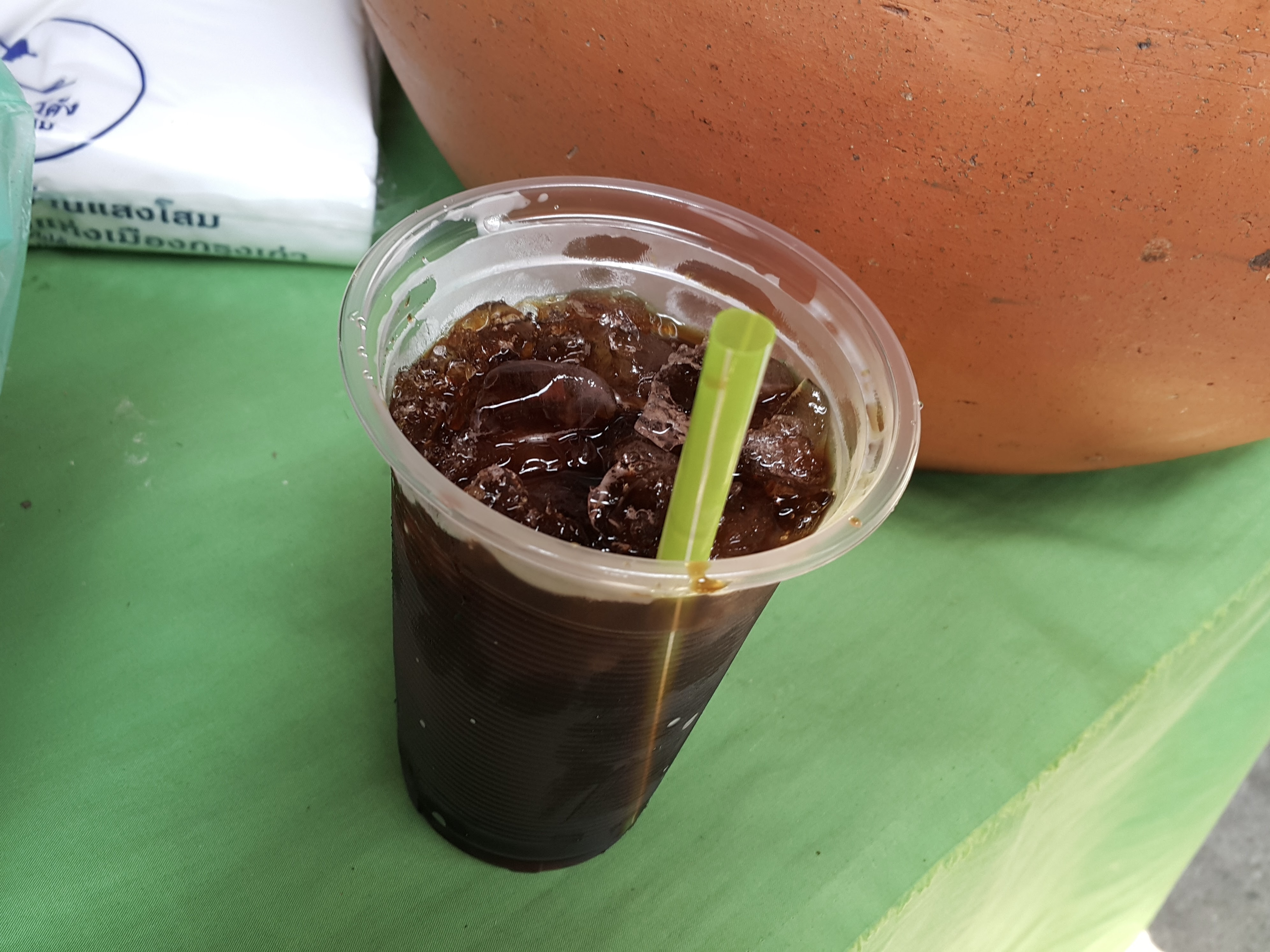
Một ly Oliang tại tỉnh Ayutthaya

Oliang (tiếng Thái: โอเลี้ยง, phát âm [ʔōːlía̯ŋ], còn được đánh vần thành oleang và olieng), thường gọi là cà phê đá kiểu Thái, là một loại đồ uống phổ biến của Thái Lan. Oliang được chế biến từ hỗn hợp bã cà phê Robusta, đường nâu, các loại ngũ cốc và hạt khác nhau như bạch đậu khấu, ngô, đậu nành, gạo và hạt vừng. Thức uống này nổi bật nhờ mùi thơm cà phê và hương khói từ các loại ngũ cốc và hạt rang ở mức cao.